# Direcció general de Política Energètica i Mines
La Direcció general de Política Energètica i Mines és un òrgan de gestió de la Secretaria d'Estat d'Energia del Ministeri de Transició Ecològica.

## Funcions
Les funcions de la Direcció general es regulen en l'article 3 del Reial decret 864/2018:
- L'ordenació general dels sectors energètic i miner, en els termes de la legislació vigent.
- L'elaboració d'iniciatives normatives i el seu seguiment en el marc de les competències de l'Administració General de l'Estat, en les matèries de mineria, hidrocarburs, energia elèctrica, energia nuclear, energies renovables, ús racional de l'energia i eficiència energètica, liquidacions i inspeccions, així com l'elaboració de les propostes necessàries per a l'adaptació, si escau, a la normativa de la Unió Europea.
- L'elaboració de propostes relatives a planificació en matèria d'energia i de seguretat minera, així com l'elaboració, coordinació i anàlisi d'estudis i estadístiques energètiques i mineres, en coordinació amb la Secretaria General Tècnica.
- L'elaboració de propostes sobre regulació de tarifes, preus de productes energètics, peatges, cànons, càrrecs, així com retribució de les activitats dutes a terme en el marc del sector energètic d'acord amb la legislació vigent.
- L'elaboració de propostes sobre regulació energètica dels sistemes no peninsulars, operació dels sistemes i mesures, en el marc de les competències de l'Administració General de l'Estat; així com la regulació dels mecanismes de capacitat i hibernació.
- L'elaboració i tramitació de les autoritzacions de les instal·lacions i dels subjectes que operen en el sector energètic, així com de les instal·lacions radioactives; el control de les obligacions que els són exigibles; l'adopció dels acords d'inici, la instrucció i, si escau, la resolució dels expedients sancionadors per les infraccions previstes en la normativa vigent en matèria d'energia, quan sigui competència de l'Administració General de l'Estat.
- La proposta d'atorgament i tramitació d'autoritzacions, permisos i concessions d'explotació d'hidrocarburs i el seu seguiment i control, així com les actuacions en matèria de recerca i aprofitament dels jaciments minerals i altres recursos geològics i hidrogeològics, en el marc de les competències de l'Administració General de l'Estat.
- La gestió dels registres administratius que corresponguin a l'Administració General de l'Estat, d'acord amb la normativa vigent en matèria d'energia i mines, així com l'expedició de certificats sobre el seu contingut.
- Les funcions relatives a l'organització i funcionament dels mercats de producció d'electricitat i de gas.
- El seguiment i control de les actuacions i plans, tant tècnics com a econòmics, en relació amb les activitats incloses en el Pla General de Residus Radioactius i l'elaboració de propostes d'autoritzacions relatives a les centrals nuclears paralitzades, en virtut del previst en la Llei 24/2013, de 26 de desembre, del Sector Elèctric i la seva normativa de desenvolupament.
- El seguiment dels compromisos internacionals subscrits per Espanya, en matèria de no proliferació nuclear, protecció física de materials i instal·lacions nuclears i responsabilitat civil per danys nuclears.
- L'anàlisi i seguiment del proveïment de matèries primeres minerals, en general, i d'aquelles que tenen rellevància per a la defensa nacional.
- La millora de la seguretat en les mines dins de l'àmbit de les competències del Ministeri d'Energia, Turisme i Agenda Digital i, en particular, el foment de la recerca, el desenvolupament tecnològic i la competitivitat de la mineria.
- Les relatives a explosius, cartutxeria i pirotècnia, dins de l'àmbit de les competències atribuïdes al Ministeri d'Energia, Turisme i Agenda Digital.
- L'elaboració de les propostes relatives a la determinació d'especificacions i qualitats d'hidrocarburs, així com la regulació bàsica sobre condicions tècniques, qualitat i garantia de seguretat en instal·lacions energètiques i mineres, així com l'elaboració, seguiment i desenvolupament de programes i actuacions en matèria de qualitat i seguretat dels equips i productes utilitzats en l'activitat minera.
- La supervisió i impuls de les propostes de planificació en matèria energètica, d'acord amb la legislació vigent.
- La formulació de propostes per a la conservació i l'estalvi de l'energia i el foment de les energies renovables.
- L'anàlisi de l'evolució i seguiment dels desenvolupaments tecnològics de caràcter energètic, així com la contribució a la definició de la política de recerca, desenvolupament tecnològic i demostració dins de l'àmbit energètic, en col·laboració amb el Ministeri d'Economia i Competitivitat.
- La planificació estratègica i el seguiment d'infraestructures energètiques.
- La recepció, seguiment i elaboració de la informació sobre els sectors energètics, l'estudi seguiment i anàlisi del comportament dels mercats energètics, dels paràmetres que afecten a aquests sectors, així com la comparació amb els mercats d'altres països, en coordinació amb la Secretaria d'Estat.
- La coordinació, proposta i seguiment a nivell nacional, europeu i internacional, de les iniciatives i programes en les matèries referides a l'ús racional de l'energia i l'eficiència energètica, així com el seguiment i la proposta en relació amb les polítiques energètiques en l'àmbit de les implicacions ambientals i el desenvolupament sostenible de l'energia, en coordinació amb la Sotsdirecció General de Relacions Energètiques Internacionals, incloent l'elaboració de certificats de conformitat per a equips associats en aquests àmbits.
- L'anàlisi i avaluació de l'impacte d'altres polítiques públiques en matèria d'eficiència energètica.
- L'elaboració de les propostes relatives a la determinació de la liquidació dels costos i ingressos de transport i distribució d'energia elèctrica i de gas, de les despeses permanents del sistema elèctric i d'aquells altres costos que s'estableixin per al conjunt del sistema elèctric o gasista quan la seva liquidació li sigui expressament encomanada.
- La inspecció, quan sigui competència de l'Administració General de l'Estat, del compliment de les condicions tècniques de les instal·lacions, dels requisits establerts en les autoritzacions, les condicions econòmiques i actuacions dels subjectes quan puguin afectar l'aplicació dels peatges, càrrecs, cànons, preus i criteris de remuneració de les activitats energètiques, la disponibilitat efectiva de les instal·lacions elèctriques i gasistes, la correcta facturació i condicions de venda de les empreses distribuïdores, pel que fa a l'accés a les xarxes, i comercialitzadores a consumidors i clients qualificats, la continuïtat del subministrament, la qualitat del servei, així com l'efectiva separació d'aquestes activitats quan sigui exigida.
- L'expedició dels certificats i la gestió del mecanisme de certificació de consum i venda de biocarburants.
- L'anàlisi i seguiment de la presa de participacions en el sector elèctric i d'hidrocarburs.
- La supervisió del mercat d'hidrocarburs líquids.
- L'anàlisi i seguiment econòmic i financer dels mercats energètics.
- La realització de projeccions de demanda de productes energètics, l'anàlisi de sèries de consum i preus energètics per sectors i productes energètics, així com el seguiment dels indicadors conjunturals i sectorials energètics.
- Qualssevol altres relatives als sectors d'energia i de mines que l'ordenament jurídic atribueixi al Departament i que no estiguin específicament assignades a altres òrgans.

## Estructura
De la Direcció general depenen els següents òrgans:
- Subdirecció General d'Hidrocarburs.
- Subdirecció General d'Energia Elèctrica.
- Subdirecció General d'Energia Nuclear.
- Subdirecció General de Mines.
- Subdirecció General d'Energies Renovables i Estudis.
- Subdirecció General d'Eficiència Energètica.
- Subdirecció General d'Inspeccions i Liquidacions Energètiques i d'Anàlisis, Planificació i Prospectiva.

El Director General de Política Energètica i Mines és, alhora, el Director General de l'Institut per a la Reestructuració de la Mineria del Carbó i Desenvolupament Alternatiu de les Comarques Mineres.

## Directors generals
- María Jesús Martín Martínez (2018-)[2]
- María Teresa Baquedano Martín (2014-2018)[3]
- Jaime Suárez Pérez-Lucas (2012-2014)[4]
- Antonio Hernández García (2009-2011)
- Jorge Sanz Oliva (2004-2009)
- Carmen Becerril Martínez (2000-2004)